# Bambakashat
Bambakashat (en armenio: Բամբակաշատ) es una comunidad rural de Armenia ubicada en la provincia de Armavir.
En 2009 tenía 3466 habitantes. Antiguamente la localidad era conocida como "Mullah-Bayazid".
La localidad cuenta con una iglesia de principios de siglo XX, que se construyó reemplazando a una iglesia de madera del siglo XVII. Durante el período soviético se utilizó como almacén de productos químicos, pero en 1987 se reabrió y en 1996 fue establecida durante un tiempo como sede de la diócesis de Armavir.
Se ubica en la periferia meridional de la capital provincial Armavir, entre Sardarapat y la antigua ciudad de Armavir.

## Demografía
Evolución demográfica:
| Año        | 1897 | 1926 | 1939 | 1959 | 1970 | 1979 | 2001 | 2004 |
| Habitantes | 1769 | 1591 | 1657 | 2457 | 2822 | 2970 | 3212 | 3680 |